# Dromia personata
Dromia personata är en kräftdjursart som först beskrevs av Carl von Linné 1758.  Dromia personata ingår i släktet Dromia och familjen Dromiidae. Arten har ej påträffats i Sverige. Inga underarter finns listade i Catalogue of Life.

## Bildgalleri

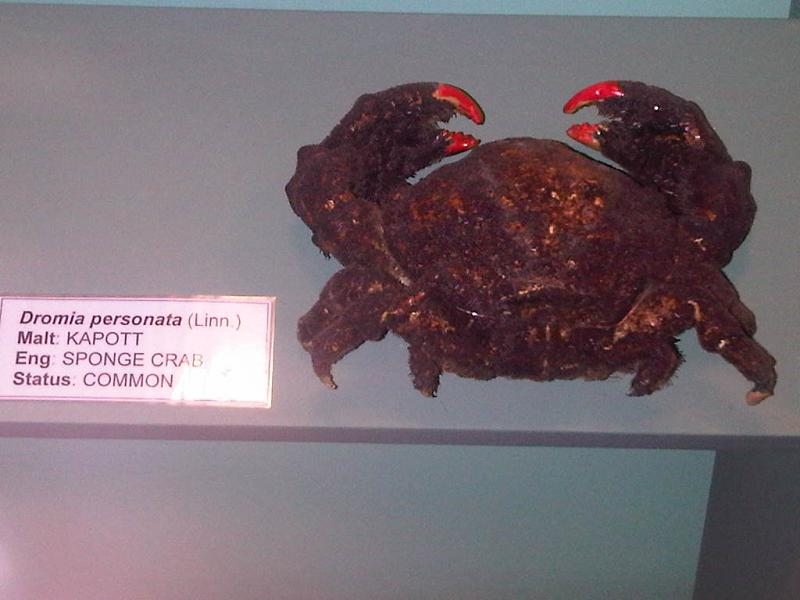